# NGC 924
NGC 924 é uma galáxia lenticular (S0) localizada na direcção da constelação de Aries. Possui uma declinação de +20° 29' 50" e uma ascensão recta de 2 horas, 26 minutos e 46,7 segundos.
A galáxia NGC 924 foi descoberta em 29 de Novembro de 1785 por William Herschel.